# گرفته شده از دریا
گرفته شده از دریا (به انگلیسی: Swept from the Sea) یا امی فاستر فیلمی محصول سال ۱۹۹۷ و به کارگردانی بیبان کیدرون است. در این فیلم بازیگرانی همچون وینسنت پرز، ریچل وایس، ایان مک‌کلن، جاس آکلند، کتی بیتس، تونی هی‌گارث، تام بل و زوئی وانامیکر ایفای نقش کرده‌اند.
این فیلم بر اساس رمان امی فاستر نوشته جوزف کنراد ساخته شده‌است.